# Medal Wojskowy (Portugalia)
Medal Wojskowy (por. Medalha Militar) – portugalski medal wojskowy w latach 1863-1946.
Ustanowiony 2 października 1863, jako odznaczenie dzielące się na trzy klasy:
- kl. I – Waleczności Wojskowej (Valor Militar) – za bohaterskie czyny w sytuacjach zagrożenia życia,
- kl. II – Dobrej Służby (Bons Serviços) – za istotne i nadzwyczajne czyny podczas służby wojskową,
- kl. III – Przykładnego Prowadzenia (Comportamento Exemplar) – za służbę będącą przykładem do naśladowania.

28 maja 1946 każda z tych klas stała się oddzielnym, trzystopniowym odznaczeniem (w stopniach: złoty, srebrny i brązowy).